# Stora Teatern, Göteborg
För andra betydelser, se Stora teatern eller Nya teatern.

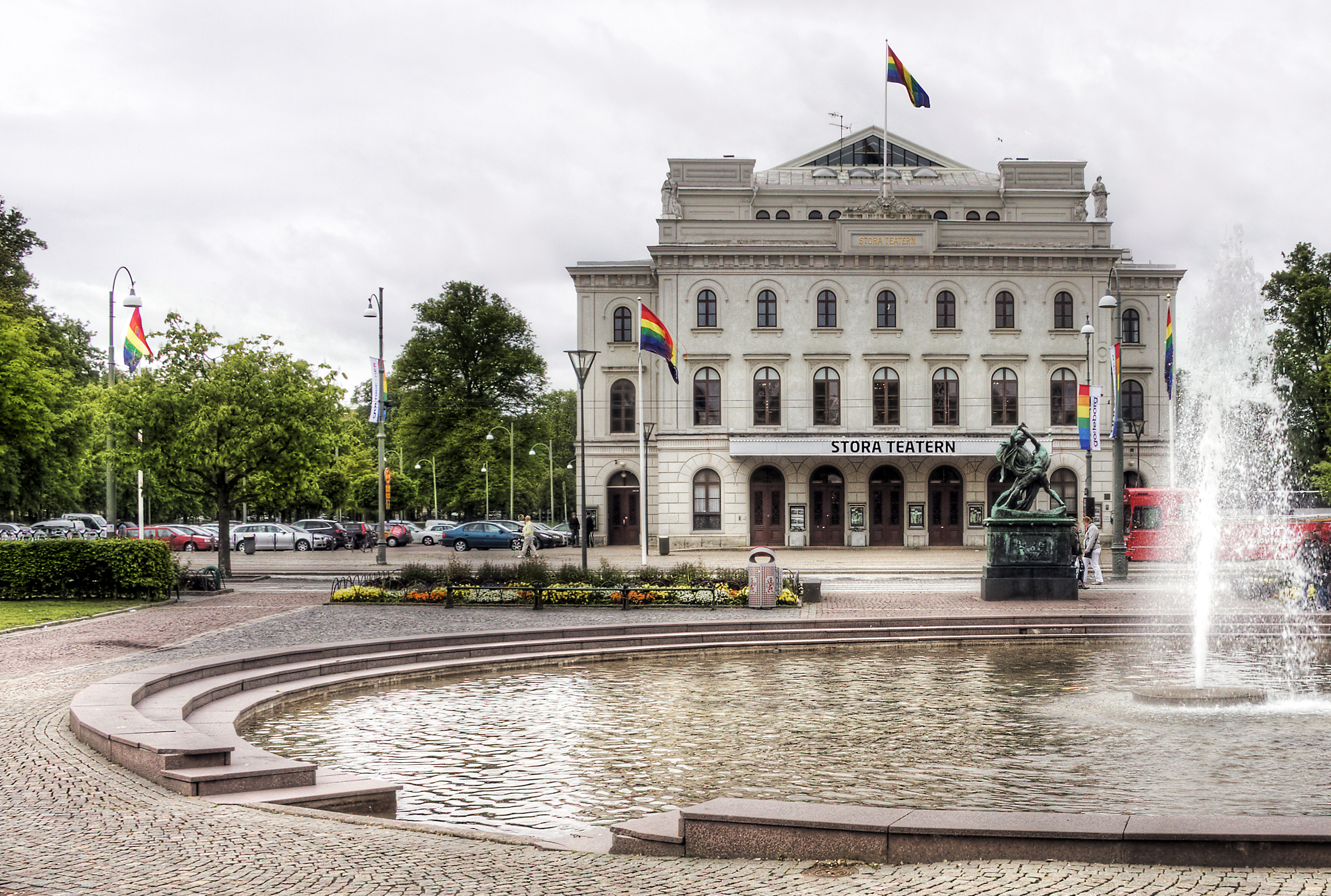
Stora Teatern en vårdag.

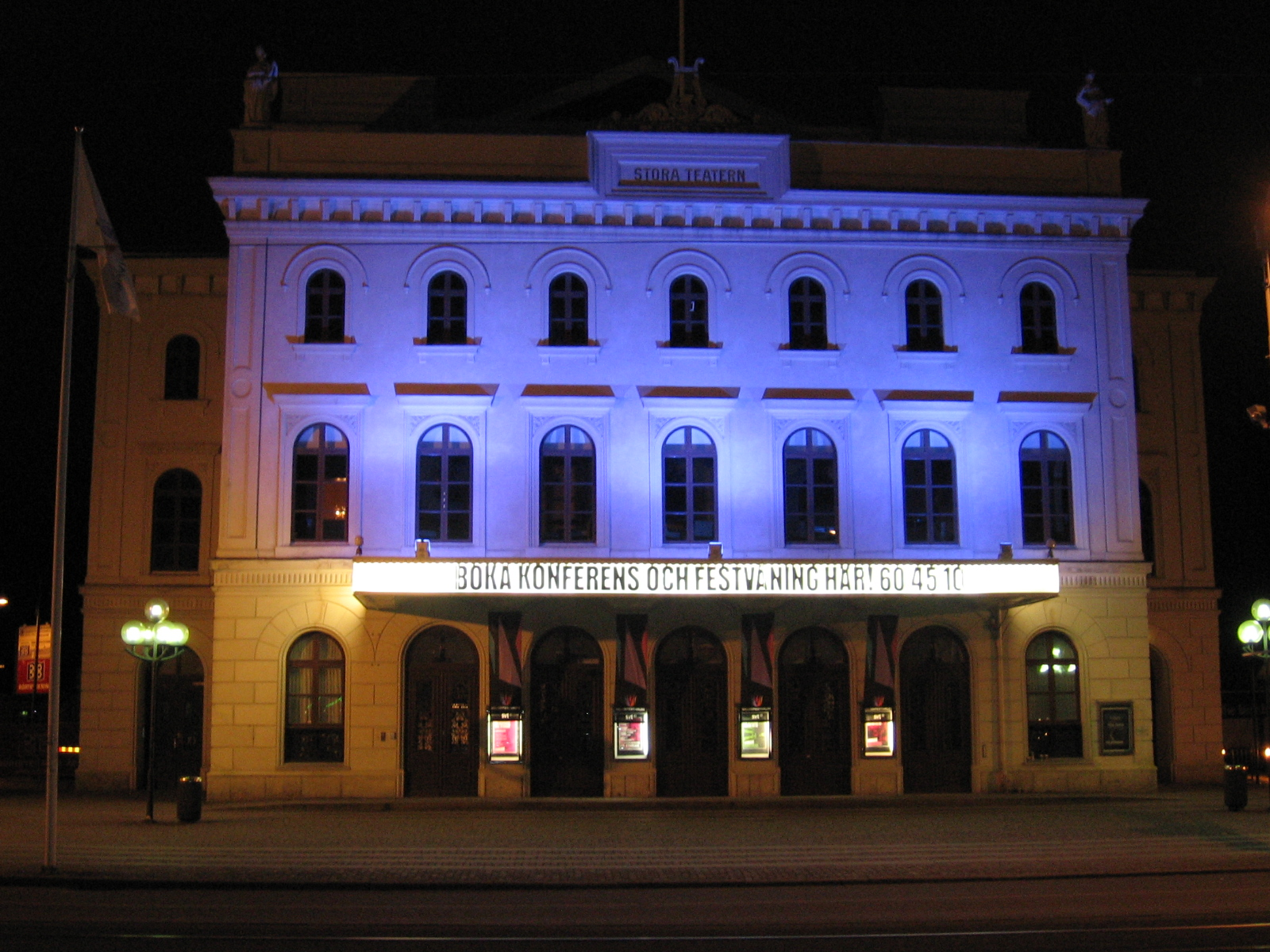
Stora Teatern i kvällsbelysning.

Stora Teatern, först Nya Theatern, därefter Stora Teatern 1880, populärt kallad Storan, är en musik- och teaterbyggnad i stadsdelen Lorensberg i Göteborg, invigd 1859. Byggnaden - med fastighetsbeteckning Lorensberg 38:2 - är vit, byggd i sten och ligger för sig själv i Kungsparken strax söder om Kungsportsplatsen, med adress Kungsparken 1. Teaterbyggnaden var den första, mer framträdande stenbyggnaden utanför Vallgraven.

## Historik

### Bakgrund
Den Segerlindska teatern eller Göteborgs Stora teater med plats för 1 269 åskådare, uppfördes 1814-16 mittemot hotel Göta källare vid Södra Hamngatan 61 av traktören Laurentius Segerlind. Teatern blev då Sveriges näst största, efter Kungliga operan. De positiva ekonomiska resultaten uteblev dock, och den 14 mars 1820 överlämnades teatern med inventarier till finansiärerna. På denna affär förlorade Segerlind 60 000 Riksdaler banco. Redan den 19 november 1819 invigdes ytterligare en teater i området, Sillgatuteatern, senare Lilla Teatern, vid Sillgatan (nu Postgatan 10-12) av Segerlinds kollega Ludvig Hinrik Chron. I början av 1840-talet upphörde denna teater.
Omkring år 1850 började planerna på en ny teater ta form, och den drivande kraften bakom var huvudredaktören för Göteborgs Handels- och Sjöfarts Tidning, Sven Adolf Hedlund. Konsul Gustaf Krafft blev den ledande mannen i det konsortium, som på allvar tog upp saken, och 1855 bildades ett bolag med ett aktiekapital av 100 000 riksdaler banco. I november 1855 fick Nya Theateraktiebolaget en fri tomt i Kungsparken.

### Grundande och invigning

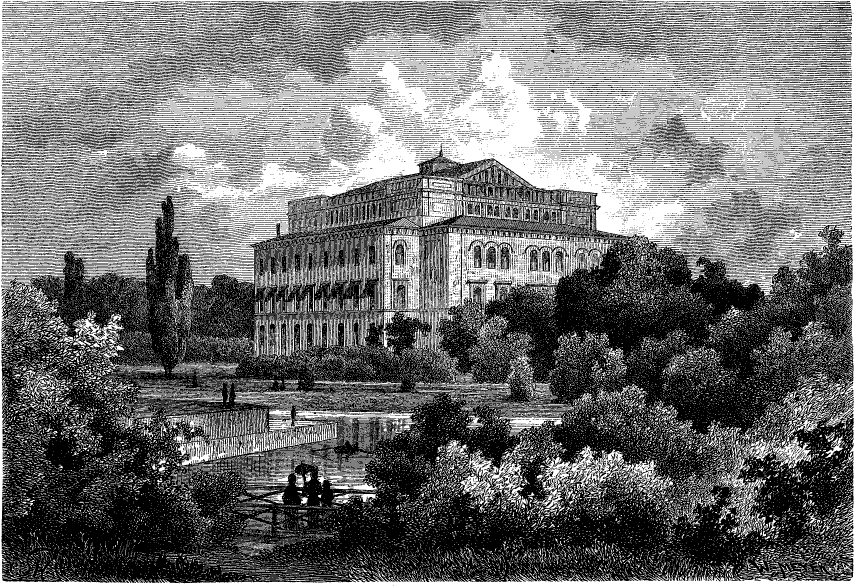
Nya Teatern, 1878. Teckning av C.S. Hallbeck.

Den trettio meter höga teatern uppfördes 1856-59 och invigdes den 15 september 1859 under namnet Nya Theatern, till en byggkostnad av närmare 380 000 riksdaler riksmynt, mot uppskattade 100 000. Premiärföreställningen "Konung Carl den Tionde Gustaf", var författad av den bortgångna Jeanette Stjernström, vars make, teaterledaren Edvard Stjernström spelade krigarkungen. För musiken stod Joseph Czapek med orkester. Biljettpriserna var 75 öre - 2:50 riksdaler och sittplatserna 987 till antalet. 
Under de första 60 åren spelades här främst dramatisk teater, opera, operett men också farser och lustspel. Då Lorensbergsteatern startade sin verksamhet 1916, blev Stora Teatern främst en lyrisk teater.

### Byggnaden
Byggnaden står på ett lerområde med 20 – 30 meters mäktighet. Grundläggningen fick därför utföras med kallmurar på trärust och träpålar, där de senare verkar som kohesionspålar, alltså inte nedslagna till fast botten. Den västra delen grundlades en meter djupare än den östra huvudentrén mot Kungsportsavenyn, detta för att få plats med scenmaskineriet. I början av 1900-talet upptäcktes pågående sättningar och 1944 fick man därför grundförstärka den västra delen av byggnaden med 11 stycken justerbara betongpålar, sammanbundna med järnbalkar. I samband med konstaterade grundvattensänkningar, upptäcktes nya sättningar. Detta medförde att en invallning med stålspont utfördes 1976, dels runt byggnaden, dels genom teatern i nordsydlig riktning där grundläggningsnivån varierade.
Arkitekten Bror Carl Malmberg lät sig inspireras av sin tyske kollega Gottfried Sempers Hovteater i Dresden. Idén var att låta den yttre formen bestämmas av den inre verksamheten. Precis som i Dresden samlade Malmberg salong och scenhus under ett och samma takfall. Göteborg fick en funktionell teaterbyggnad i nyrenässans med rusticerad bottenvåning där stenarna skjuter ut och ger liv från en annars putsad fasad. Den runda salongen är än idag bevarad i ursprungligt skick. Bildhuggaren Carl Ahlborn har slösat med förgylld ornamentik, målningar i taket och stuckdetaljer. Den stora ljuskronan i salongen var ursprungligen utrustad med sextio gaslågor.

### 1859-1880; "Nya Theatern"
Under de första 60 åren spelades här främst dramatisk teater, opera, operett men också farser och lustspel. Då Lorensbergsteatern startade sin verksamhet 1916, blev Stora Teatern främst en lyrisk teater.  
Under teaterns första år (1859-1872) hade den, liksom på dess föregångare Segerlindska teatern, ingen stående ensemble utan besöktes av kringresande teatersällskap. Bland dess fanns Lars Erik Elfforss (1860), Anders Selinders barnbalett (1860), Ludvig Zetterholm, det teatersällskap som leddes av Oscar Andersson i kompanjonskap med Wilhelm Åhman och Mauritz Pousette, som turnerade mellan Nya Theatern i Humlegården i Stockholm, Finland, Göteborg och Malmö Teater (1863-64);  Lindmark, Rodhe, Dahlgren, Westermark och Roos.
År 1869 gjordes det första försöket att bilda en stående ensemble under ledning av Ferdinand Strakosch och Ludvig Josephson, något som dock misslyckades.  Mellan 1870 och 1874 uppträdde dock Wilhelm Åhmans teatersällskap så regelbundet i Göteborg, där de uppträdde fyra-sex månader i följd varje år med avbrott för Malmö och Oslo, att det räknades som en i praktiken stående ensemble.  I november 1872 provspelade en ung litteratör för den fruktade teaterdirektören Wilhelm Åhman på Storan, hans namn var August Strindberg och han fick därefter en mindre roll under våren 1873. Strindbergs kusin Ludvig Strindberg var redan anställd på teatern.
Det ekonomiska resultatet blev svagt. Efter Stjernström följde en sejour av Wilhelm Åhman i samarbete med kakelugnsmakaren och fastighetsägaren (ägde fastigheter i främst Haga för 527 500 riksdaler) August Ringnér, vilken inköpt teatern på exekutiv auktion den 19 september 1871 för 113 500 riksdaler.  Ringnér behöll teatern i sex år. 1875 bildades därmed den första stående ensemblen vid denna scen. 

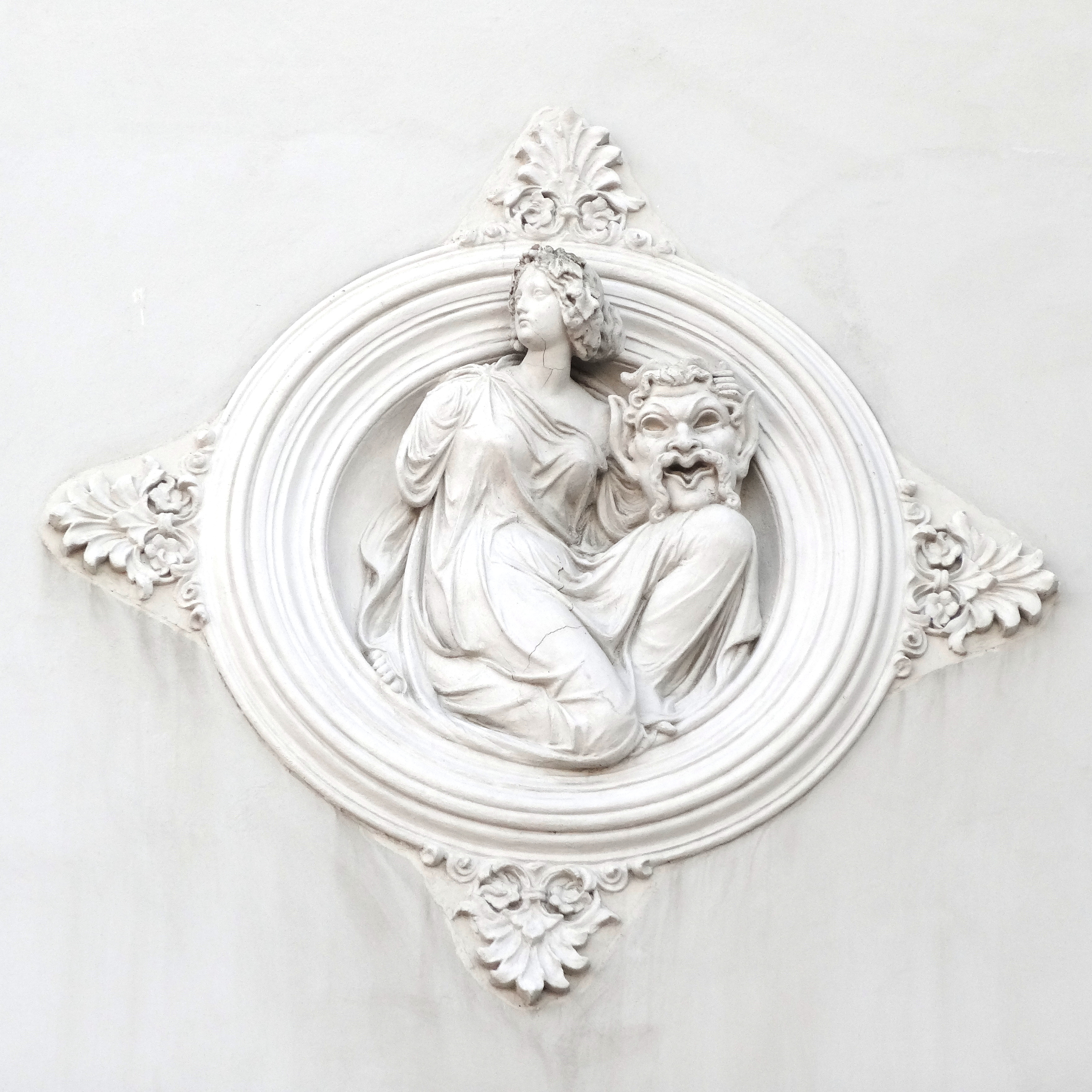
Utsmyckning på Stora Teatern i Göteborg.

Många av aktörerna av detta pionjärsällskap var tidigare medlemmar av Åhmans sällskap, och blev välkända kulturprofiler i Göteborgs historia. Bland dem nämns 
William Engelbrecht, August Lindberg och Gustaf Mallander, samt Emilia Gustafsson, Clara Gardt, Anna de Wahl och Amanda Rylander.

### 1880-1917; "Stora Teatern"
År 1880 fick teatern sitt nuvarande namn, och var därefter en privatteater i flera olika ägares regi. Under sommaren 1886 renoverades teatern grundligt, på bekostnad av direktör Lorentz Lundgren som från 1 juli samma år hyrde densamma. Bland annat installerades elektrisk belysning i salongen, på scenen samt i övriga teaterhuset. Källarvåningen inreddes — där en del förut varit ett utskänkningsställe för snapsar, öl och smörgåsar åt "den mera anspråkslösa delen af publiken" — till en tidsenlig restaurang med matservering som var öppen hela dagen. I våningen ovanför stora foajén inreddes en foajé för andra och tredje raderna. Grosshandlare Brinckman i Köpenhamn ärvde teatern av Ringnér mot ett vederlag på 222 000 kronor, men sålde den vidare till Albert Ranft den 20 februari 1899 för 575 000 kronor.
Fram till 1910 utvecklades verksamheten väl, men därefter började imperiet vackla. På den tiden utgick inget stöd från varken staten eller staden, och när Ranft ansökte om att få bygga ut en veranda för restaurangen, ställde staden som villkor att man skulle få kontroll över teaterns repertoar. Dessutom var omkostnaderna för höga i förhållande till biljettpriserna, nöjesskatten var betungande och den stränga utskänkningsförordningen bidrog till, att Ranft i början av 1917 beslöt att sälja Stora Teatern. Finansbolaget AB Göteborgs Intressenter köpte teatern för 775 000 kronor, och hade redan gjort upp med AB Cosmorama om ett försäljningskontrakt. Dess chef Knut Husberg hade tagit fram ritningar till en ombyggnad till biograflokal och förhandlingar med byggmästare pågick.
Men den 16 mars 1917 ingrep bankdirektören och ordföranden i Storans Teaterförening (bildad 1910) Axel Fromell, som visste att opinionen för att rädda "Storan" var massiv i Göteborg. Omgående lyckades Fromell få fram ett garantikonsortium, som samma dag tecknade garantier för 1 miljon kronor. Konsortiet bestod bland andra av: Adolf Bratt, Axel H. Ågren, Gunnar Carlsson, Harald Fürstenberg, William Gibson, Conrad Mark, Herman Metcalfe, A.W. Månsson, Knut Natt och Dag, George Seaton, Charles Sinclair, Fritz Sternhagen, Hjalmar Wijk och Th. Willerding. Representanter för konsortiet träffade på kvällen den 17 mars Cosmoramas ledning, och tack vare mäklaren Nils Thenberg kunde ett avtal slutas mellan parterna. Avtalet innebar, att köpeavtalet annullerades mot ett vederlag på 100 000 kronor till AB Cosmorama och att Stora Teatern inköptes av konsortiet för 900 000 kronor. För 75 000 kronor förvärvades även teaterns inventarier till scen och restaurang samt hela rekvisitan. Ett magasin på Gullbergsvass tillkom för 15 500 kronor. På måndagen den 19 mars kunde Göteborgs-Posten basunera ut, att "Storan förblir teater!" Snart var ett nytt bolag bildat, AB Stora Teatern, med Axel Frommel som ordförande och borgmästare Bernhard Lindberg som vice ordförande. Ranft fick hyra teatern ytterligare tre säsonger, men från spelåret 1920– 21 övertogs Storan av AB Göteborgs Lyriska Teater.

### 1920-2003; Lyrisk teater
Från 1920 fram till 1994 var Storan Göteborgs främsta scen för musikteater som opera, operett och musikal. Här spelades succéer som Lilla Helgonet, Teaterbåten, Vita Hästen, My Fair Lady, Spelman på taket, Csardasfurstinnan med flera. Här uruppfördes 1979 också Lars Johan Werles och Tage Danielssons musikaliska fabel Animalen.
Bland de många artister som framträtt på Stora Teatern kan nämnas bland andra Kirsten Flagstad, Åke Grönberg, Per Grundén, Berith Bohm, Sonja Stjernquist, Åke Harnesk, Gösta Winbergh, Märta Ternstedt, Berit Hallén, Hans Josefsson, Jan Malmsjö, Adam Darius, Rune Olson, Ulla Sallert och Stefan Ljungqvist.
År 1994 flyttade de stora musikteateruppsättningarna till den nya Göteborgsoperan. Storan fungerade därefter som en filialscen för Göteborgs Stadsteater.

### Nyare historia
Den 17 mars 2003 tecknades ett hyresavtal mellan KIGAB (ett bolag i Higabgruppen) och Svenska Artisters och Musikers intresseorganisation som successivt sträckte sig fram till 2023, med möjlighet till förlängning. KIGAB lät renovera byggnaden invändigt för 60 miljoner kronor och skapade ett flertal konsert-, fest- och konferenslokaler samt en restaurang som sedan 2008 går under namnet Grill Del Mundo. Vid renoveringen utrustades även huset med en ProToolsbaserad inspelningsstudio vilken möjliggör liveinspelning från två av de tre scenerna. Sedan nyinvigningen 2003 har SAMI bedrivit konsert-,  konferens- och restaurangverksamhet i huset.
Den 1 mars 2010 tillkännagav SAMI att de samma år kommer att lägga ned verksamheten på grund av dålig ekonomi.
Från och med den 1 april 2011 har Kulturförvaltningen i Göteborg fått förtroendet av Higabgruppen att driva verksamhet på Stora Teatern. Kulturförvaltningen administrerar uthyrningen av salong och klubbscen till arrangörer av musik och scenkonst.

### Annan verksamhet
Restauration Gropen låg i byggnadens källare fram till 1902 och foajén var restaurang till 1940.

## Föreställningar
- 1881–1883: 294 föreställningar. Teaterdirektör var Frans Hedberg.
- 1883–1885: 295 föreställningar. Teaterdirektör var Lorentz Lundgren.
- September 1885: 18 föreställningar. Teaterdirektör var Oscar Sternvall-Skotte.
- 1885–1886: 139 föreställningar. Teaterdirektör var Wilhelm Rydberg.
- 1886–1887: 153 föreställningar. Teaterdirektör var Lorentz Lundgren.
- April 1887: 22 föreställningar. Teaterdirektör var William Engelbrecht.
- 1887–1890: 623 föreställningar. Teaterdirektör var Lorentz Lundgren.
- 1890–1893: 640 föreställningar. Teaterdirektör var August Lindberg.

## Byggnadsminne
Den 21 december 1973 blev Stora Teatern - med sina 6 350 kvadratmeter - förklarat som byggnadsminne, där skyddsföreskrifterna avser byggnadens exteriör och teatersalongen med tillhörande förscen samt första radens foajé.